# 1 Armia Obrony Przeciwlotniczej i Przeciwrakietowej Specjalnego Przeznaczenia
1 Armia Obrony Przeciwlotniczej i Przeciwrakietowej Specjalnego Przeznaczenia odznaczona Orderem Lenina (ros. 1-я ордена Ленина армия противовоздушной и противоракетной обороны особого назначения) – związek operacyjno-strategiczny Sił Zbrojnych Federacji Rosyjskiej.

## Skład
- 4 Dywizja Obrony Przeciwlotniczej (ros. 4-я дивизия противовоздушной обороны);
- 5 Dywizja Obrony Przeciwlotniczej (ros. 5-я дивизия противовоздушной обороны);
- 9 Dywizja Obrony Przeciwrakietowej (ros. ros. 9-я дивизия противоракетной обороны)[1].

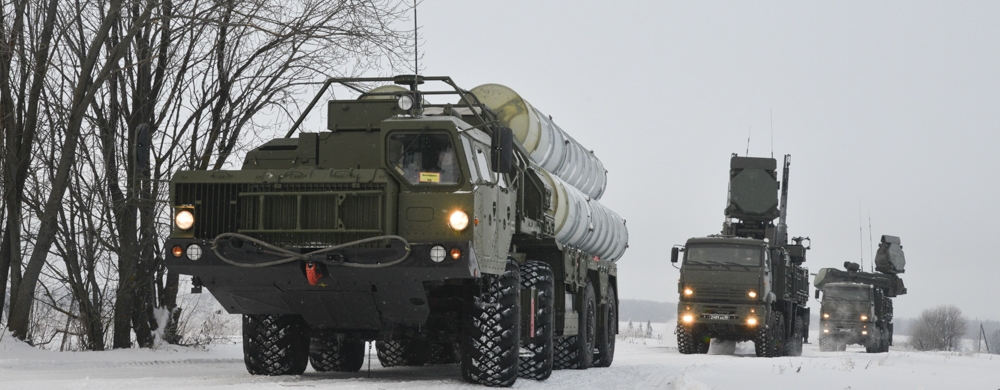
15 Armia Powietrzno-Kosmicznych Sił Specjalnego Przeznaczenia